# Lady Literate in Arts
La qualification de Lady Literate in Arts (« Dame Instruite ès Arts ») ou LLA était dispensé par l'université de St Andrews, en Écosse, plus d'une dizaine d'années avant que les femmes ne soient acceptées dans les études supérieures de la même manière que les hommes. Il devint populaire comme une forme de diplôme à distance pour des femmes étudiant par correspondance ou suivant des cours non-universitaires. 
Jusqu'en 1892, les femmes n'étaient pas admises dans les universités écossaises et le LLA était la qualification la plus proche d'un diplôme qu'une femme pouvait obtenir dans le pays, bien que l'université d'Edimbourg dispensait des certificats de réussite à des cours organisés par la Edinburgh Association for the University Education of Women (en) et le Collège Queen Margaret de Glasgow offrait une éducation de niveau universitaire avec des diplômes. Pour obtenir un LLA, les candidates devaient passer des examens dans un centre approuvé par l'Université, qui pouvait être en Écosse ou à l'extérieur du pays. 
Même après 1892, le LLA continuait d'être populaire auprès des femmes qui voulaient étudier en vue d'obtenir un diplôme d'art, sans avoir à suivre les cours d'une institution particulière pour trois ou quatre ans. Des milliers de femmes reçurent un LLA, avant qu'il ne soit abandonné dans les années 1930. 
William Angus Knight (1836-1916), professeur de philosophie morale à St Andrews entre 1876 et 1903, était un défenseur de l'éducation des femmes et un des pionniers ayant entraîné la création du LLA. 
L'auteur de livre pour enfants Helen Bannerman, la suffragette et écrivaine réaliste Margaret Nevinson et la femme politique Mary Cosgrave ont toutes les trois reçu un LLA.

## Source de la traduction
- (en) Cet article est partiellement ou en totalité issu de l’article de Wikipédia en anglais intitulé « Lady Literate in Arts » (voir la liste des auteurs).